# Église Saint-Barthélemy du Montat
L'église Saint-Barthélemy est une église catholique située au Montat, en France.

## Localisation
L'église est située dans le département français du Lot sur le territoire de la commune du Montat.

## Historique
L'édifice a été classé au titre des monuments historiques en 1846,.